# Przesłanka ujemna
Przesłanki ujemne, przeszkody procesowe – rodzaj przesłanek procesowych. Zalicza się do nich m.in. zawiśnięcie sporu, powaga rzeczy osądzonej i zapis na sąd polubowny.